# VfL Solingen-Wald
Der VfL Solingen-Wald (offiziell: Verein für Leibesübungen Solingen-Wald 1897 e. V.) war ein Sportverein aus dem Solinger Stadtteil Wald. Die erste Fußballmannschaft spielte zwei Jahre in der höchsten niederrheinischen Amateurliga.

## Geschichte
Der Verein entstand im Jahr 1933 durch die Fusion der 1897 gegründeten Turn- und Sportvereinigung Wald mit dem 1903 gegründeten Walder Ballspielverein und dem 1932 gegründeten VfB Wald. Jahrelang hieß der Verein offiziell VfL Wald 1897, bevor er sich ab 1970 VfL Solingen-Wald nannte. Bis zum Ende des Zweiten Weltkriegs spielten die Walder auf lokaler Ebene. Nach Kriegsende verlor der VfL 1946 das Endspiel um die Stadtmeisterschaft gegen den Ohligser FC 06 mit 3:6.
Anschließend spielten die Walder in der Bezirksklasse, wo der VfL 1952 Vizemeister hinter dem SSV Oberkassel. Zwei Jahre später gelang der Aufstieg in die Landesliga, seinerzeit die höchste Amateurliga am Niederrhein. Zwei Jahre später verpasste der VfL die Qualifikation zur neu geschaffenen Verbandsliga Niederrhein. Ein Jahr später ging es runter in die Bezirksklasse. Nach einer Vizemeisterschaft in der Bezirksklassensaison 1960/61 hinter der Spvg Remscheid 07 gelang im Jahre 1970 der Aufstieg in die Landesliga. Nach zwei Jahren ging es wieder hinunter in die Bezirksklasse, wo der direkte Wiederaufstieg gelang.
Am 24. Juli 1974 fusionierte der VfL Solingen-Wald mit dem OSC Solingen zur SG Union Solingen. Zuvor scheiterte eine Fusion des VfL Solingen-Wald mit VfB Wald und dem SV Weyer. Die beiden letztgenannten Vereine fusionierten ein Jahr später zum VfB Solingen. Später wurde ein neuer Verein namens VfL Wald gegründet, der am 12. Mai 2006 mit der SpVgg Gräfrath zur 1. SpVgg Solingen-Wald fusionierte.